# Gamaselliphis
Gamaselliphis är ett släkte av spindeldjur. Gamaselliphis ingår i familjen Ologamasidae.
Kladogram enligt Catalogue of Life:
| Gamaselliphis | \| \| Gamaselliphis cathkini \| \| \| \| \| \| Gamaselliphis grahamstowni \| \| \| \| \| \| Gamaselliphis lawrencei \| \| \| \| \| \| Gamaselliphis montanellus \| \| \| \| \| \| Gamaselliphis potchefstroomensis \| \| \| \| |
|               | \| \| Gamaselliphis cathkini \| \| \| \| \| \| Gamaselliphis grahamstowni \| \| \| \| \| \| Gamaselliphis lawrencei \| \| \| \| \| \| Gamaselliphis montanellus \| \| \| \| \| \| Gamaselliphis potchefstroomensis \| \| \| \| |
|               | Gamaselliphis cathkini |
|               | |
|               | Gamaselliphis grahamstowni |
|               | |
|               | Gamaselliphis lawrencei |
|               | |
|               | Gamaselliphis montanellus |
|               | |
|               | Gamaselliphis potchefstroomensis |
|               | |